# FC Chammünster
Der Fußball-Club Chammünster, kurz FC Chammünster, ist ein Sportverein aus Chammünster, einem Stadtteil der Kleinstadt Cham in der Oberpfalz. Der Verein hat folgende Abteilungen: Fußball, Ski & Inline, Eisstock, Tennis, Tischtennis, Turnen und Jugendzirkel.

## Fußball
Die Gründerversammlung des Vereins fand am 17. Februar 1961 statt. Noch im selben Jahr begann man ohne große Vorbereitung auf die Saison am 7. Mai 1961 mit dem ersten Punktspiel gegen Michelsneukirchen, das mit 7:2 gewonnen wurde. 1965 wurde der neue Sportplatz an der Hofinger Straße eingeweiht.
Die erste Mannschaft spielt bis heute nur auf Kreisebene. In der Saison 1979/80 war man der Bezirksliga am nächsten. Chammünster wurde Meister der A-Klasse Ost, aber wegen Klassenneueinteilung stieg der Meister einmalig nicht direkt auf. Eine 2:4-Niederlage im dritten Entscheidungsspiel gegen den VfB Mantel verhinderte den Aufstieg.

## Ski & Inline
Am 18. Januar 1970 wurde bei der Jahresversammlung des FC Chammünster die Skiabteilung gegründet. Bereits wenige Wochen später wurde am Roßberg ein Abfahrtslauf mit ca. 100 Teilnehmern durchgeführt. Ein Riesentorlauf auf der Bernhartshöhe folgte. In den Wintermonaten richtet der Verein den Ödenturmcup, das Minstacher Pokalrennen und den Tauerncup aus.
Seit 2003 betreibt der Verein auch Inline Alpin. 2004 wurde der Inline-Europacup, 2007 die Europameisterschaft, 2011 und 2016 die deutschen Meisterschaften und 2012 die Weltmeisterschaften ausgetragen.